# Ratiba Tariket
Ratiba Tariket (ar. رتيبة طارقيت; ur. 22 grudnia 1984) – algierska judoczka.
Uczestniczka mistrzostw świata w 2011, 2014, 2015 i 2017. Startowała w Pucharze Świata w latach 2011-2016. Piąta na igrzyskach śródziemnomorskich w 2009 i siódma w 2013. Mistrzyni igrzysk afrykańskich w 2015 i siódma w 2011. Zdobyła osiem medali na mistrzostwach Afryki w latach 2002-2017. Triumfatorka igrzysk solidarności islamskiej w 2017 roku.